# Sowjetliteratur
Sowjetliteratur (russisch Советская Литература; Sowjetskaja Literatura; Abkürzung SL) war eine Monatszeitschrift des Sowjetischen Schriftstellerverbandes, die von 1946 bis 1990 in mehreren Sprachen herausgegeben wurde.

## Geschichte

### Gründung

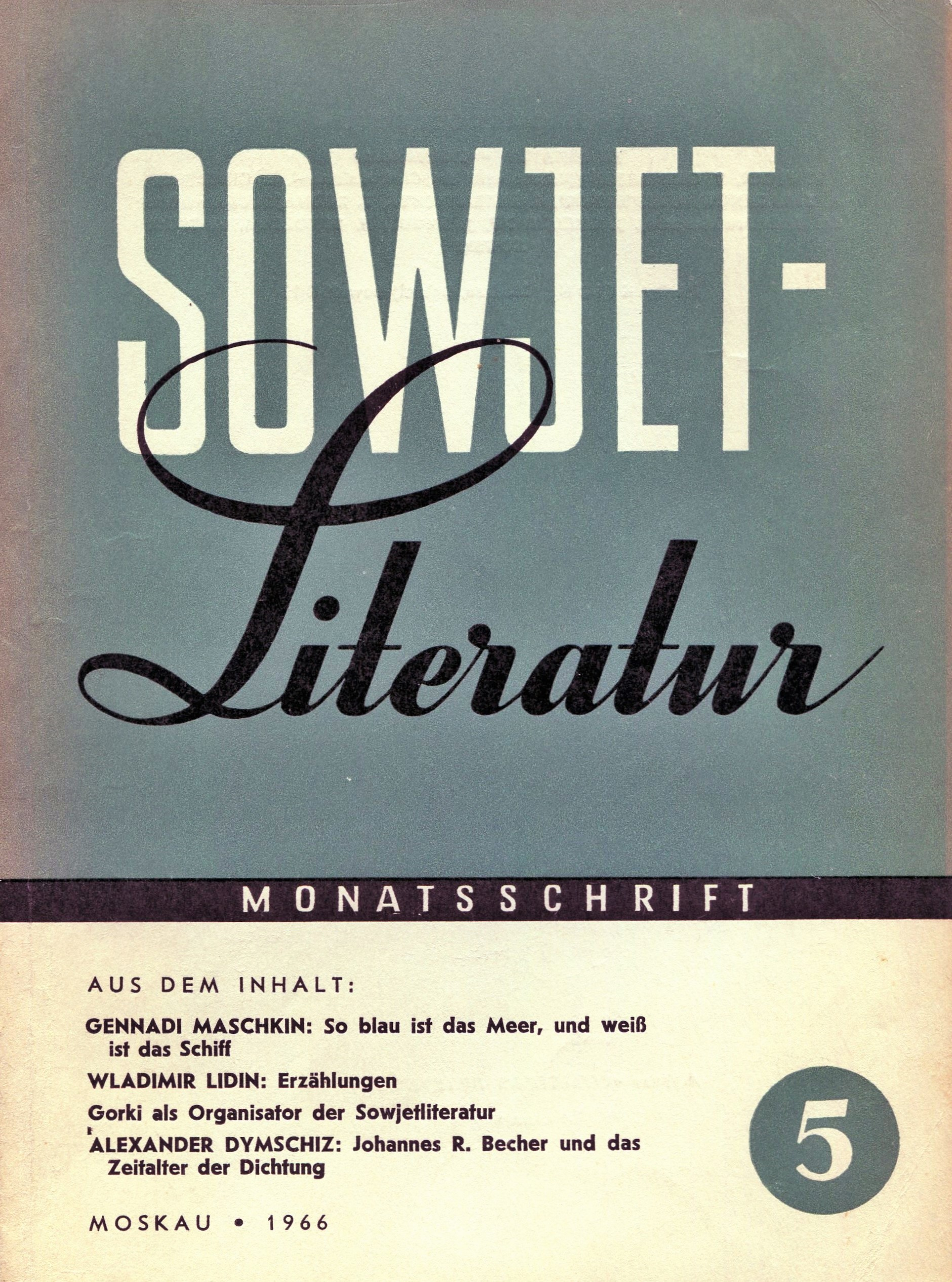
Sowjetliteratur, 1966

Die Zeitschrift Sowjetliteratur wurde 1946 in Moskau gegründet, als Nachfolgerin der Internationalen Literatur, die vom Internationalen Verband revolutionärer Schriftsteller bis 1945 herausgegeben worden war.
Sie erschien in russischer Sprache, sowie auch in englischer (Soviet Literature), deutscher und französischer (Lettres Sovietiques) Übersetzung. Später gab es noch Ausgaben auf Polnisch, Slowakisch, Spanisch, Tschechisch und Ungarisch.

### Inhalt
Die Sowjetliteratur war ein offizielles Organ des sowjetischen Schriftstellerverbandes und hatte somit im weitesten Sinne auch einen propagandistischen Auftrag: Der fremdsprachigen Welt sollte die Vielfalt und Fortschrittlichkeit der sowjetischen Literatur präsentiert werden.
Die Zeitschrift bemühte sich vor allem um die Vorstellung moderner zeitgenössischer Texte, gelegentlich wurden auch Klassiker der russischen oder anderer  Literaturen vorgestellt.
Obwohl die Sowjetliteratur zuerst in der Sowjetunion hergestellt wurde, hatte jede Sprache ihre eigene Redaktion und einen eigenen Chefredakteur. Daher war der Inhalt der jeweiligen Hefte nicht identisch.
Die Übersetzungen ins Deutsche wurden häufig von Russlanddeutschen angefertigt. Auch Übersetzungen aus den nicht-russischen Literaturen der Sowjetunion erfolgten über das Russische. Die Qualität dieser indirekten Übersetzungen war manchmal nicht besonders hochwertig.

### Themenschwerpunkte
Gelegentlich wurden ganze Hefte einem bestimmten Themenschwerpunkt gewidmet. So waren die Hefte 8/1972 und 1/1989 der estnischen Literatur vorbehalten, 8/1973 der kasachischen und 6/1977 der georgischen. 1975 gab es ein Sonderheft zum Jahr der Frau, 1986 und 1988 Hefte mit sowjetischen Science-Fiction-Texten.
Auch später in Deutschland bekannt gewordene Autoren haben manchmal in „Sowjetliteratur“ ihr deutschsprachiges Debüt gehabt, so zum Beispiel die Esten Jaan Kross, von dem bereits in Heft 8/1971 (S. 80–108) eine Erzählung auf Deutsch erschien, oder Viivi Luik, deren erstes ins Deutsche übersetzte Gedicht in Heft 10/1968 erschien.

### Letzte Jahre
Auch in der Sowjetliteratur gab es Veränderungen seit 1985, allerdings nur in geringem Maße.
1990 erschienen die letzten Ausgaben, danach wurde das Erscheinen in allen Sprachen eingestellt.
2020 gab es Ausgaben der deutschsprachigen Sowjetliteratur in über 110 Bibliotheken in Deutschland.

## Persönlichkeiten
Chefredakteure
- Alexander Fjodorow, um 1986–1989, vorher Redakteur, auch Science-Fiction-Autor
- Alexander Prochanow, 1989–1990, gab auch eine oppositionelle Literaturzeitschrift heraus